# Rancho Nuevo, Chichiquila
Rancho Nuevo är en ort i Mexiko.   Den ligger i kommunen Chichiquila och delstaten Puebla, i den sydöstra delen av landet, 220 km öster om huvudstaden Mexico City. Rancho Nuevo ligger 1 820 meter över havet och antalet invånare är 780.
Terrängen runt Rancho Nuevo är lite bergig, och sluttar brant österut. Runt Rancho Nuevo är det ganska glesbefolkat, med 36 invånare per kvadratkilometer. Närmaste större samhälle är Huatusco de Chicuellar, 9,7 km öster om Rancho Nuevo. I omgivningarna runt Rancho Nuevo växer huvudsakligen savannskog.